# Kontra
Un kontra (in ungherese háromhúros brácsa) è uno strumento musicale comune in Europa orientale e diffuso in particolar modo in Ungheria, Transilvania, Repubblica Ceca, Slovacchia e Polonia. Deriva dalla viola ma è usato nella musica tradizionale con funzione di accompagnamento armonico; il ponticello piatto su cui sono montate le tre corde dello strumento, infatti, permette agli esecutori di produrre con facilità anche accordi di tre suoni. 
Le prime attestazioni dello strumento risalgono alla fine del XVII secolo e si fanno sempre più frequenti nei secoli successivi; è anche presente nel poema Badalai dolgok del 1765 di József Gvadányi che descrive un violinista rom accompagnato da un kontra. Una delle formazioni tipiche in cui è possibile trovarlo è il trio d'archi formato insieme al violino e al contrabbasso, e a cui spesso si aggiunge un cimbalom.

## Costruzione e impostazione
Un kontra può essere costruito partendo da zero ma, tradizionalmente, la sua costruzione è ricavata da una classica viola a cui viene assottigliata la parte superiore, il fondo e le fasce al fine di aumentarne l'emissione e la proiezione sonora e a cui viene appiattito il ponticello per assurgere al suo ruolo prevalentemente armonico di strumento accompagnatore.
Al fine di agevolare l'esecuzione dell'armonia tramite accordi, l'impostazione con cui si suona il kontra è diversa dalla viola classica. Lo strumento viene tenuto perpendicolare al corpo in modo che le corde siano parallele al suolo e l'arco si muova dal basso verso l'alto su di esse. Per questo motivo non è previsto l'utilizzo della mentoniera.

## Accordatura
L'accordatura più utilizzata deriva dalla viola classica (Do2, Sol2, Re3, La3) a cui viene omessa la corda più grave e a cui si sostituisce la corda di La con una corda di Sol accordata una seconda maggiore sopra e quindi: Sol2, Re3, La2.
È tuttavia possibile riscontrare altri tipi di accordature abbastanza diffuse e per ognuna di queste possibilità lo strumento può acquisire un nome più specifico. Nel prímkontra, o kiskontra, l'accordatura rimane identica alla viola classica (Sol2, Re3, La3) e si presume che questo tipo di accordatura sia precedente alle altre sorte in seguito e che sono poi diventate più diffuse. Un altro tipo di accordatura, invece, si ottiene sostituendo anche la corda di Re centrale con la corda Do, la più grave della viola classica, che viene accordata, anche in questo caso, una seconda maggiore sopra (Sol2, Re2, La2).
Il Sajó-menti kontra è invece un tipo di kontra a quattro corde che utilizza entrambe le corde più gravi, Sol e Do, accordate una seconda maggiore sopra insieme alla quarta corda della viola classica (Do2, Sol2, Re2, La2). Il nome deriva dal fiume Sajó che scorre nella regione in cui si può trovare anche questa tipologia di kontra.